# Antífanes d'Argos
Antífanes d'Argos (grec antic: Ἀντιφάνης, llatí: Antiphanes) fou un escultor grec nadiu d'Argos. Vivia de 408 aC fins a 334 aC. Eixia d'una família d'esclaus. Era molt popular a Atenes i després de la seva mort, el seu cós va ser transferit de Quios i sebollit amb honors públics. Hauria escrit més de 300 obres de teatre.
Fou deixeble de Policlet i mestre de Cleó de Sició. Pausànias esmenta unes quantes obres seves, que eren ubicades a Delfos, especialment un cavall de bronze. Només ens van parvenir uns pocs fragments de la seva obra.